# Norbert Zimmermann (Archäologe)
Norbert Zimmermann (* 1968 in Bonn) ist ein deutscher Christlicher Archäologe.

## Leben
Norbert Zimmermann studierte von 1988 bis 1994 an der Universität Bonn Christliche Archäologie, Kunstgeschichte und Italienisch. Ab 1994 setzte er sein Studium an der Universität München fort, wo er 1998 mit einer Arbeit zu Malerwerkstätten römischer Katakomben bei Johannes G. Deckers promoviert wurde. Von 1999 bis 2014 arbeitete er am Institut für Kulturgeschichte der Antike der Österreichischen Akademie der Wissenschaften. Im Mai 2014 wurde er zum 2. Direktor der Abteilung Rom des Deutschen Archäologischen Instituts gewählt. 
Sein Hauptforschungsgebiet ist die römische und spätantike Wandmalerei, etwa in den Domitilla-Katakomben in Rom oder den Hanghäusern von Ephesos.

## Veröffentlichungen (Auswahl)
- Werkstattgruppen römischer Katakombenmalerei (= Jahrbuch für Antike und Christentum. Ergänzungsband 35). Aschendorff, Münster 2002, ISBN 3-402-08118-0 (Dissertation).
- mit Sabine Ladstätter: Wandmalerei in Ephesos von hellenistischer bis in byzantinische Zeit. Phoibos, Wien 2012, ISBN 978-3-85161-035-2.